# Mary Wilson (femme politique)
Pour les articles homonymes, voir Mary Wilson.
Mary E. Wilson est une personnalité politique canadienne.
Elle représente Oromocto-Sunbury à l'Assemblée législative du Nouveau-Brunswick depuis les élections générales de 2024. Avant le remaniement des circonscriptions, elle représentait Oromocto-Lincoln-Fredericton, où elle a été élue pour la première fois lors des élections générales de 2018 et où elle a été réélue en 2020.
Depuis 2024, elle est porte-parole de l'opposition en matière de Tourisme, de Patrimoine et de Culture, d'Affaires militaires et d'Affaires intergouvernementales.
De 2018 à 2020, elle a été ministre du Développement économique et des Petites entreprises ainsi que ministre responsable d'Opportunités NB dans le premier gouvernement progressiste-conservateur de Blaine Higgs. Elle a ensuite été ministre de Service Nouveau-Brunswick et ministre responsable des Affaires militaires dans le second gouvernement Higgs.

## Biographie
Originaire d'Oromocto, Mary Wilson a été gérante de district à la Fédération canadienne de l’entreprise indépendante et a travaillé comme courtière en assurances et agente immobilière.